# Carlos García Miranda
Carlos Alberto García Miranda (Lima, 1968-Lima, 16 de mayo de 2012) fue un escritor peruano perteneciente a la generación de los noventa, junto a Iván Thays, Ricardo Sumalavia y Sergio Galarza, entre otros. También fue editor y docente universitario en la Facultad de Letras y Ciencias Humanas de la Universidad Nacional Mayor de San Marcos de Lima.
Fue candidato a doctor por la Universidad de Salamanca, España, se desempeñó como docente asociado en su alma mater, la Universidad Mayor de San Marcos, de Lima. Publicó ensayos y cuentos en revistas especializadas de España, EE. UU. y el Perú. Fue editor-director del sello Dedo Crítico, que editaba la revista del mismo nombre; también se desempeñó como editor en el Fondo Editorial de Facultad de Letras y Ciencias Humanas de San Marcos.

## Obras y distinciones
Hizo su debut literario en 1992 al ganar el Primer premio en los Juegos Florales Interuniversitarios de la Universidad Nacional Mayor de San Marcos con su libro de relatos Cuarto Desnudo (Lima, 1996), tradicional premio peruano descubridor de jóvenes talentos, que en su época también ganaron figuras como Julio Ramón Ribeyro, Carlos Eduardo Zavaleta y Gregorio Martínez, entre otros. Posteriormente, fue finalista en el Premio de Novela de la Universidad Nacional Federico Villarreal con su novela Las Puertas (Lima, 2002). Últimamente publicó el libro de ensayos Utopía negra. Identidad y Representación culturale en la narrativa negrista de Antonio Gálvez Ronceros (Lima, 2009).
Igualmente sus cuentos han sido incluidos en las antologías Antología del relato negro III (Madrid, Ediciones Irreverentes, 2011); Al otro lado (México D. F., Conapred, 2008); Peruanos iletrados (portal de internet Los Noveles, 2004); y Guitarra de Palisandro (Lima, Ediciones Copé, 2003). Su última publicación fue el libro de poemas Girasoles Rojos Y Otros Poemas, incluido (junto a otros escritores españoles) en la antología Relatos De Tus Poemas publicada en Barcelona en 2011. Como docente escribió y publicó dos libros, uno para enseñanza escolar y otro para enseñanza preuniversitaria.
A estas distinciones se agrega el haber sido uno de los premiados en el concurso “IV Premio Sexto Continente de Relato Negro”, convocado por Ediciones Irreverentes (Madrid, 2011) y ganador del Primer Premio en el “Primer Concurso Iberoamericano de Cuento sobre la Discriminación”, organizado por la Red Iberoamericana de Organismos y Organizaciones contra la Discriminación (RIOOD). Buenos Aires, Argentina, septiembre del 2008; Finalista en VI Premio Internacional Vivendia de Relato, organizado por Ediciones Irreverentes (Madrid, 2011); Finalista en el 4° Certamen Internacional de Relato Breve - 2007, organizado en España por el portal La Lectora Impaciente (www.lalectoraimpaciente.com); Finalista en el Premio Copé de Cuento en 2002, organizado por Petroperú (Lima, 2002); Finalista en el concursos Julio Ramón Ribeyro, organizado por la Asociación de Jóvenes Cristianos (Lima, 1997); y Finalista en el concurso Cuento de las Mil Palabras, organizado por la revista Caretas (Lima, 1992).

## Publicaciones

### Relatos
- Cuarto Desnudo. Lima: Dedo Crítico Editores, 1996. 55 pp.

### Novela
- Las Puertas. Lima: Dedo Crítico Editores, 2002. 157 pp.

- El hombre de Pompeya. Lima: Dedo Crítico Editores, 2014. 185 pp.

### Poesía
- Girasoles Rojos Y Otros Poemas. En: Relatos De Tus Poemas. Barcelona: Kit-Book, 2011. 106 pp. ISBN 978-84-92808-71-7

### Ensayo
- Felipe Guaman Poma de Ayala, arbitrista. (Ponencia). En: Actas del Congreso Internacional Jornadas Andinas de Literatura Latinoamericana (JALLA). Universidad Nacional Mayor de San Marcos. Lima, del 09 al 13 de agosto de 2004. Lima: Fondo Editorial de la Universidad Nacional Mayor de San Marcos, 2006.

- Utopía Negra. Representación, escritura/oralidad e identidad cultural en la narrativa negrista de Antonio Gálvez Ronceros. Lima: Fondo Editorial de la Facultad de Letras y Ciencias Humanas de la Universidad Nacional Mayor de San Marcos. Serie Ensayo. 2009. ISBN 978-9972-2694-7-9

### Textos educativos
- Universo Verbal (texto preuniversitario). Lima: Dedo Crítico Editores, 2001.

- Aptitud Verbal I, II, III, IV, V (coautor). Lima: Editorial Bruño, 2002-2003.